# Eremolepidaceae
Famille
Classification APG II (2003)
Classification APG III (2009)
Classification APG IV (2016)
La famille des Eremolepidaceae regroupe des plantes dicotylédones. Selon Watson & Dallwitz, elle comprend 12 espèces réparties en 4 genres :
- Antidaphne, Eremolepis, Eubrachion, Lepidoceras.

En classification phylogénétique, cette famille n'existe plus et les genres sont incorporés aux Santalaceae.